# Ytterlångtjärnarna
Ytterlångtjärnarna är varandra näraliggande sjöar i Bergs kommun i Härjedalen och ingår i Ljungans huvudavrinningsområde.
- Ytterlångtjärnarna (Storsjö socken, Härjedalen, 697944-137194), sjö i Bergs kommun, 62°54′20″N 13°17′08″Ö / 62.9055°N 13.2855°Ö (9,16 ha)
- Ytterlångtjärnarna (Storsjö socken, Härjedalen, 697980-137194), sjö i Bergs kommun, 62°54′22″N 13°17′08″Ö / 62.9061°N 13.2855°Ö